# Akurat
Akurat là một ban nhạc Ba Lan được thành lập vào tháng 11 năm 1994 tại Bielsko-Biała. Phong cách của ban nhạc là sự kết hợp giữa các thể loại punk rock, reggae, ska và pop.

## Đĩa nhạc

### Album phòng thu
| Tựa đề                            | Chi tiết của album                                                                                       |
| --------------------------------- | --- |
| Pomarańcza                        | - Phát hành: ngày 21 tháng 2 năm 2001 - Hãng đĩa: Universal Music Poland - Định dạng: CD                 |
| Prowincja                         | - Phát hành: ngày 29 tháng 9 năm 2003 - Hãng đĩa: Agencja koncertowo-wydawnicza "Akurat" - Định dạng: CD |
| Fantasmagorie                     | - Phát hành: ngày 31 tháng 5 năm 2006 - Hãng đĩa: Metal Mind Productions - Định dạng: CD                 |
| Optymistyka                       | - Phát hành: ngày 10 tháng 11 năm 2008 - Hãng đĩa: Mystic Production - Định dạng: CD, tải nhạc           |
| Człowiek                          | - Phát hành: ngày 1 tháng 6 năm 2010 - Hãng đĩa: Mystic Production - Định dạng: CD, tải nhạc             |
| Akurat Gra Kleyffa i Jedną Kelusa | - Phát hành: ngày 6 tháng 11 năm 2012 - Hãng đĩa: Mystic Production - Định dạng: CD, tải nhạc            |

### Video âm nhạc
| Tựa đề                            | Năm  | Đạo diễn        | Album                             | Tham khảo |
| --------------------------------- | ---- | --------------- | --------------------------------- | --------- |
| "Droga długa jest"                | 2001 | —               | Pomarańcza                        | [ 10 ]    |
| "Hahahaczyk"                      | 2001 | —               | Pomarańcza                        | [ 11 ]    |
| "Lubię mówić z tobą"              | 2001 | —               | Pomarańcza                        | [ 12 ]    |
| "Do prostego człowieka"           | 2003 | —               | Prowincja                         | [ 13 ]    |
| "Wiej-ska"                        | 2003 | —               | Prowincja                         | [ 14 ]    |
| "Fantasmagorie"                   | 2006 | —               | Fantasmagorie                     | [ 15 ]    |
| "Tylko najwięksi"                 | 2007 | —               | Fantasmagorie                     | [ 16 ]    |
| "Żółty Wróbel"                    | 2008 | —               | Optymistyka                       | [ 17 ]    |
| "Język ciała"                     | 2009 | —               | Optymistyka                       | [ 18 ]    |
| "Piewcy"                          | 2009 | —               | Optymistyka                       | [ 19 ]    |
| "Godowy majowy"                   | 2010 | —               | Człowiek                          | [ 20 ]    |
| "Ale człowiek song"               | 2010 | —               | Człowiek                          | [ 21 ]    |
| "Nie fikam"                       | 2011 | —               | Człowiek                          | [ 22 ]    |
| "Przed Snem - Słoiczek Tiananmen" | 2012 | Olaf Malinowski | Akurat Gra Kleyffa i Jedną Kelusa | [ 23 ]    |
| "Miłość - źródło 2"               | 2013 | Paweł Bogacz    | Akurat Gra Kleyffa i Jedną Kelusa | [ 24 ]    |